# ユーレカレンダー

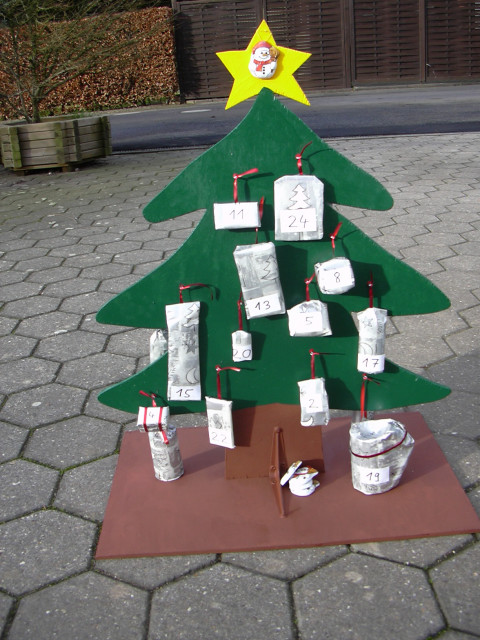
ユーレカレンダーの一例

ユーレカレンダー（デンマーク語　"Julekalender")とは、12月1日から12月24日までの日々をカウントダウンするクリスマスカレンダー。子供はその24日間に、24個の小さなプレゼントを貰える。なお「ユール」（Jul)は、北欧語で「クリスマス」と言う意味。

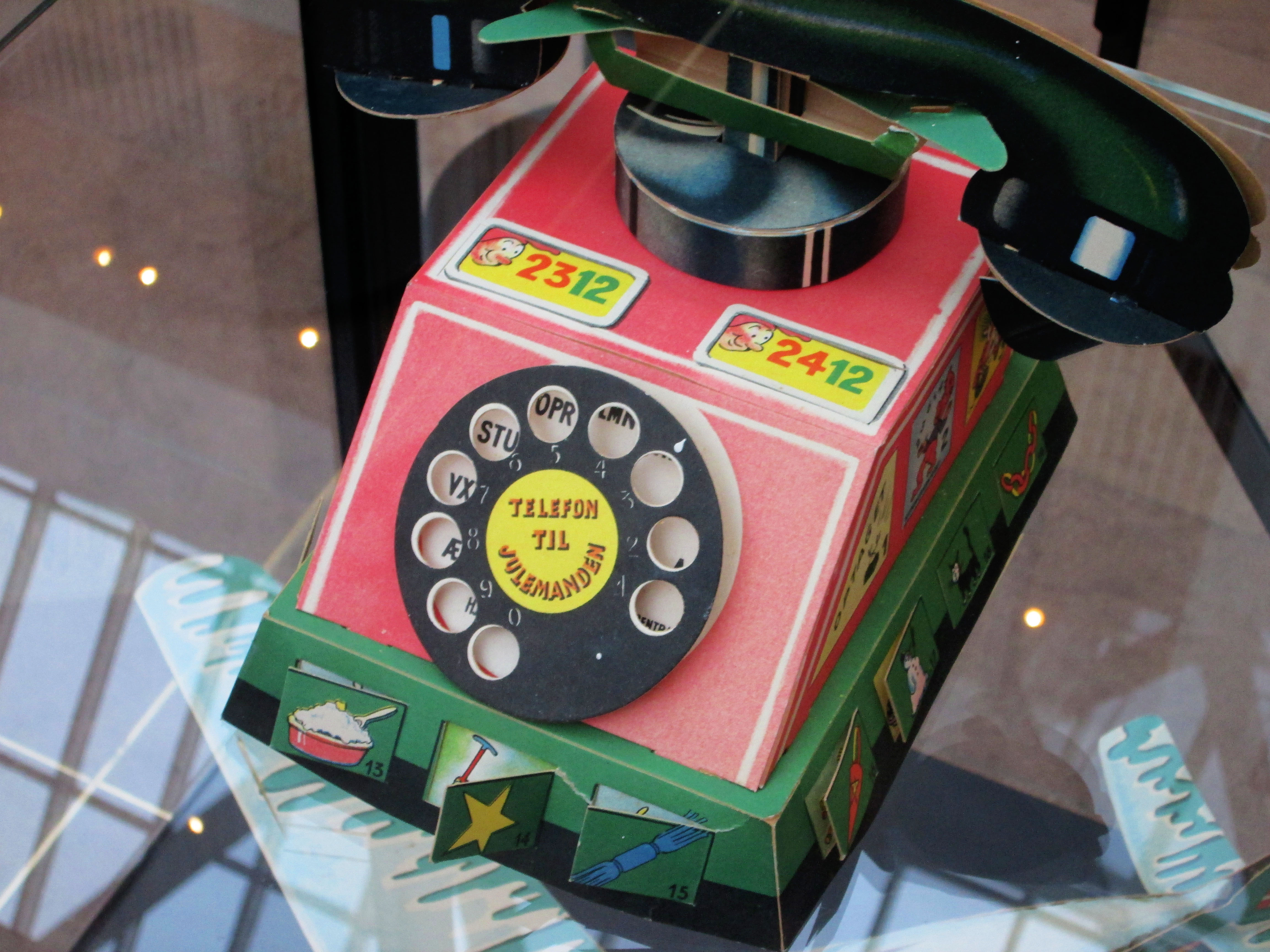
デンマーク国立博物館段ボールで出来た立体的なカレンダー(2013年)

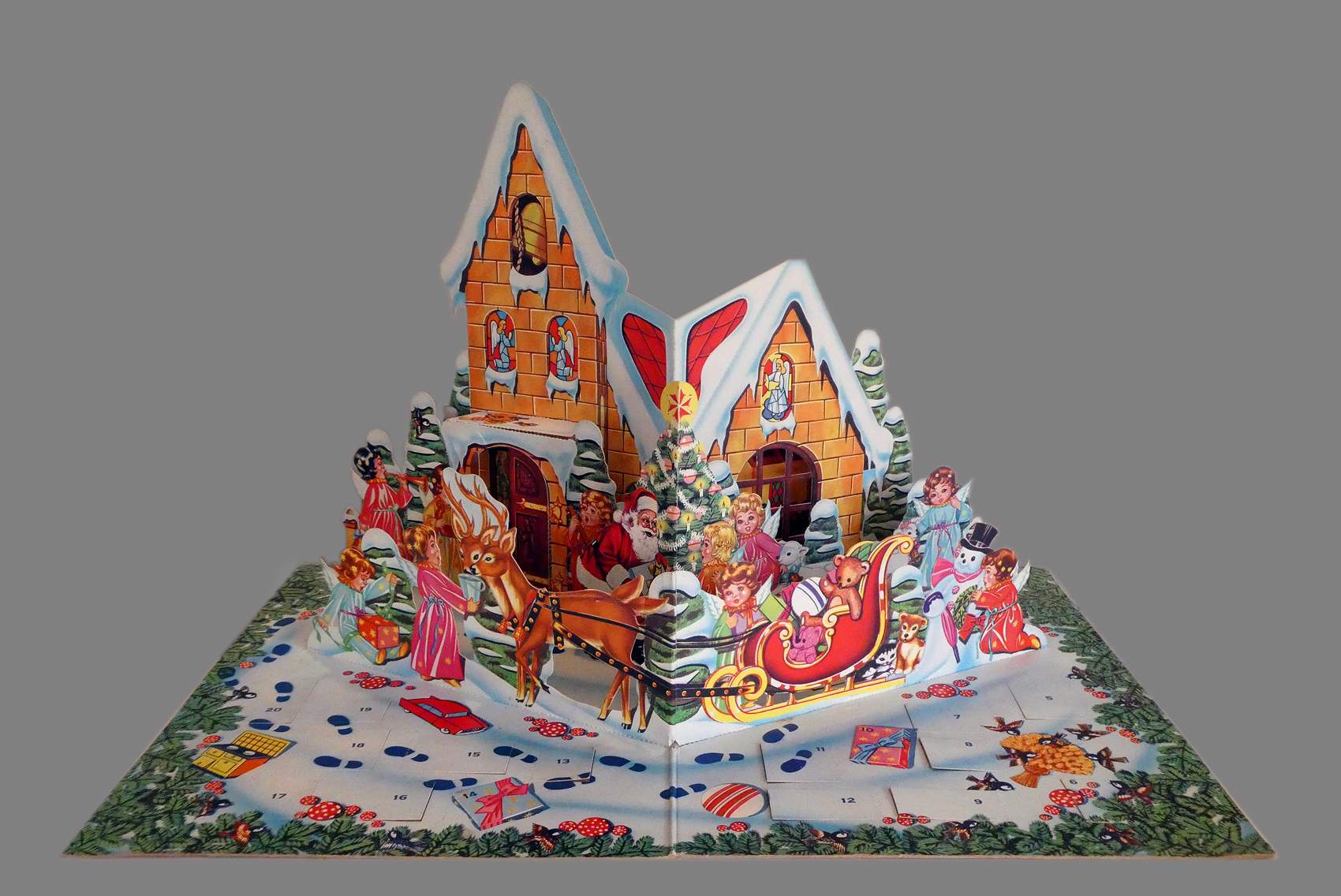
カールセン出版社のポップアップ・ブック式のもの(2021年)

日本では、2011年よりデンマーク大使館が毎年巨大なカレンダーをファサードに設置し、オンラインでもユーレカレンダーを実施している。